# Hyattella globosa
Hyattella globosa är en svampdjursart som beskrevs av Lendenfeld 1889. Hyattella globosa ingår i släktet Hyattella och familjen Spongiidae.
Artens utbredningsområde är havet utanför Egypten. Inga underarter finns listade i Catalogue of Life.